# Макаров, Андрей Александрович
Андре́й Алекса́ндрович Мака́ров (род. 3 июля 1941, Кировград, Свердловская область) — советский и российский композитор и пианист, заслуженный деятель искусств России, член «Союза композиторов России», председатель Калининградского отделения Союза композиторов РФ, президент Международного благотворительного фонда поддержки и развития искусства им. С. В. Рахманинова. В 1981—1982 годах исполнял обязанности заместителя министра культуры РСФСР.
Органный концертный зал, созданный Макаровым в городе Светлогорске Калининградской области, признан экспертами лучшим в странах балтийского побережья, за что сам Макаров удостоен VII Национальной премии «Культурное наследие».

## Биография и творчество
Родился 3 июля 1941 года в Кировграде в семье музыкантов и педагогов Александра Павловича и Марии Алексеевны Макаровых.
В 1956 году окончил Ревдинскую музыкальную школу по классу фортепиано. В 1964 году окончил музыкально-педагогический факультет Глазовского педагогического института в Удмуртии. В 1962—1964 служил в РВСН. В армейском ансамбле начал писать музыку.
В 1971 году закончил Уральскую государственную консерваторию им. М. П. Мусоргского по классу композиции у профессора Б. Д. Гибалина.
Автор оперы «Северный ветер», мюзиклов «Остановите музыку!» и «Детектив на перекрёстке» (на стихи М.Танича), симфонии, двух концертов для симфонического оркестра и двух концертов для камерного оркестра, квинтета, трио, двух квартетов. Фортепианное песенное творчество композитора насчитывает более 100 произведений, исполнявшихся Ю.Гуляевым, Л.Зыкиной, В.Трошиным, Л.Гурченко, Е.Поликаниным, другими исполнителями и концертными коллективами. Макаров — автор цикла лирических песен и романсов для голоса и фортепиано «Любовь — поэзия души», вокальных и хоровых произведений в сопровождении фортепиано (М. Композитор. 2011—2012).
В 1971—1984 годах художественный руководитель Калининградской областной филармонии, главный режиссёр организационно-творческого отдела Росконцерта (Москва), с 1977 г. начальник Управления музыкальных учреждений Министерства культуры РСФСР, в 1981—1982 годах исполнял обязанности заместителя министра культуры РСФСР. При участии Макарова в Москве был открыт Камерный еврейский музыкальный театр. Композитор является организатором музея музыкальной культуры им. М. И. Глинки в новом здании на улице Фадеева и музея Ф. И. Шаляпина.
В конце 1980-х — начале 1990-х годов занимался бизнесом, организовывал в разных городах России спортивно-массовые программы.

## Органный зал в Светлогорске

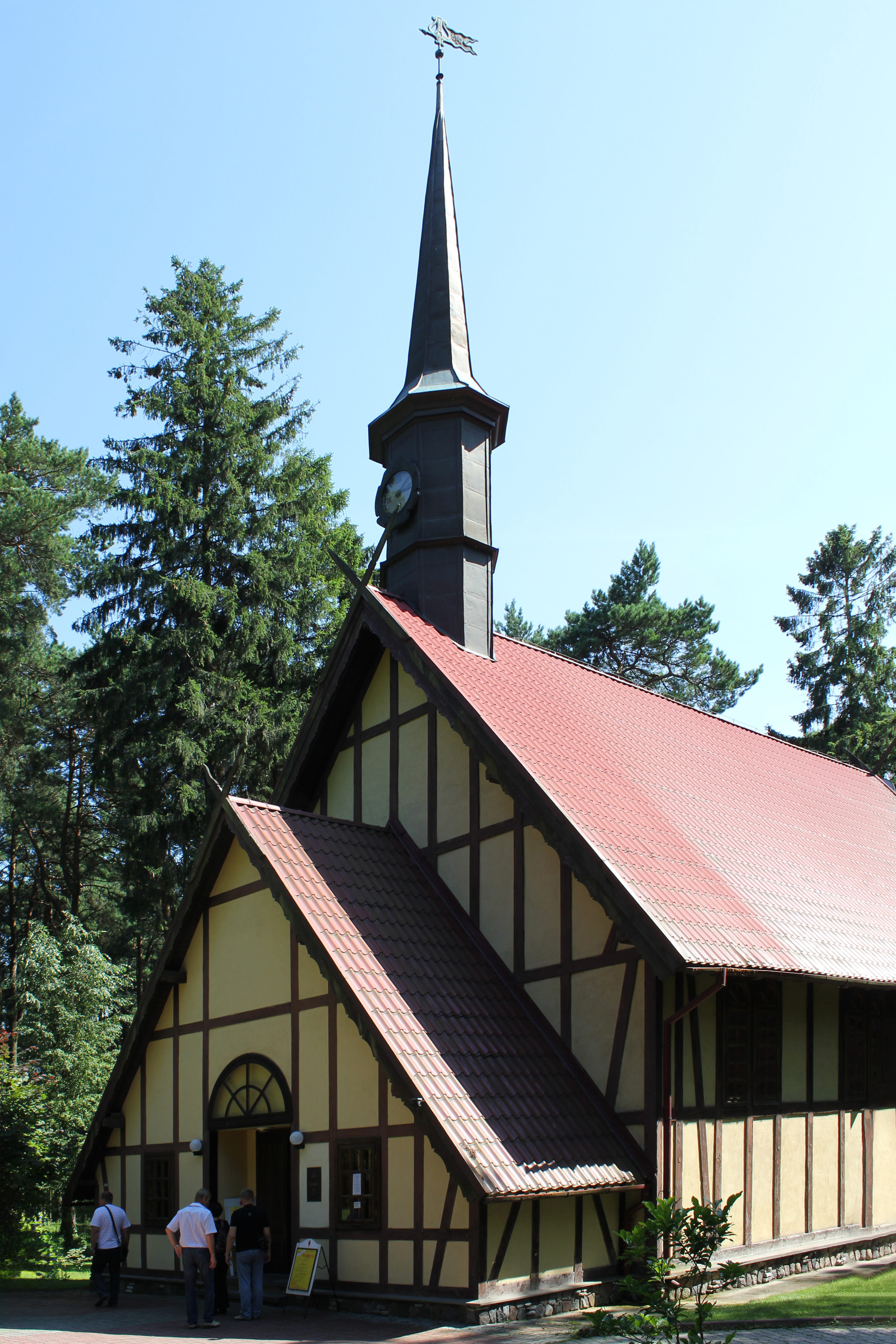
Органный зал Макарова в 2012 году

В 1993 году вернулся в Калининградскую область, где личные сбережения вложил в реставрацию памятника истории и культуры, немецкой католической капеллы «Santa Maria Stella Mare» в Светлогорске. Генеральный директор музыкальной компании «Макаров», создатель и владелец первого в России частного органного концертного зала, открытого в Светлогорске 25 мая 1995 года. В зале установлен заказанный Макаровым орган немецкой фирмы «Хуго Майер», имеющий 24 регистра и 1500 труб.
Макаров известен также как меценат. С 1995 года в Органном зале каждое лето проводятся сессии «Академии органного искусства», бессменными педагогами которой являются А.Шмитов и В.Хомяков.
По состоянию на август 2013 года, в Светлогорском органном зале состоялось более 4 тысяч концертов с участием органистов и вокалистов России, Голландии, Германии, Японии и других стран. Треть из них — благотворительные.

## Признание и награды
Удостоен VII национальной премии «Культурное наследие» с формулировкой «За широкую благотворительную и просветительскую деятельность; за восстановление памятника истории и культуры католической капеллы „Santa Maria Stella Mare“ в Светлогорске Калининградской области и создание в ней органного концертного зала, признанного специалистами лучшим в странах балтийского побережья».
Член Общественного совета Фонда Андрея Первозванного и Центра Национальной Славы.
В марте 2012 года награждён орденом «За заслуги перед Калининградской областью».

## Семья
Жена с 1961 года — лингвист Лия Григорьевна Макарова (р.1941). В семье двое сыновей — Андрей и Антон, двое внуков.
Андрей Макаров продолжает династию музыкантов-просветителей, которой более 160 лет. Рядом с ним младший сын Антон, профессиональный пианист и композитор, член «Союза композиторов России».